# San Mariano (Corciano)
San Mariano è una frazione del comune di Corciano (PG).
Composta dal vecchio paese medioevale, dal quartiere Girasole e dal Villaggio dei Tigli, è una delle frazioni più popolose del comune (8 134 abitanti). Si trova a circa 7 km a sud di Corciano. San Mariano ospita la scuola elementare e media con il maggior numero di bambini di tutte le scuole del comune.
Nel quartiere "Girasole" è situata la scuola dell'infanzia omonima che conta ben 9 sezioni frequentate da circa  250 bambini/e e rappresenta il plesso di scuola dell'infanzia più numeroso del Circolo Didattico di Corciano. Nel territorio della frazione si trovano anche un asilo nido pubblico e un paio di asili privati.

## Storia
Il paese sorge su tre colli: quello del castello, quello del cimitero e quello della località detta Badia; la parte antica del paese si sviluppa sulla cima di una collina (315 m s.l.m.).
L'area circostante venne inizialmente occupata dagli etruschi, come testimoniano i ritrovamenti di un carro etrusco in bronzo (VI secolo a.C.) e di un'ampia area sepolcrale (II-I secolo a.C.), sita in località Strozzacapponi: una campagna di scavi condotta negli anni '90 ha reperito circa 60 tombe a camera, scavate in un banco di travertino. In età medievale assunse il nome di Castel San Mariano. Nel luglio del 1365, a seguito di una battaglia svoltasi nella piana di Bagnaia, truppe inglesi trovarono temporaneo rifugio all'interno delle mura del castello. Negli anni '80, ai piedi del Castello si è sviluppato il villaggio dei Tigli, il quartiere del Girasole ed il suo centro commerciale.

## Economia e manifestazioni
Il territorio, prevalentemente collinare, è coltivato in massima parte con olivi, disposti ai vari livelli anche mediante terrazzamenti. 
Per quanto riguarda le manifestazioni da ricordare la Fiera del Girasole, che si svolge la terza domenica di ogni mese, e la sagra paesana di S. Mariano nel mese di giugno, che prende il nome di Settimana Sanmarianese.
Inoltre negli ultimi anni c'è stato un considerevole sviluppo del settore terziario con aperture di grandi centri commerciali e di intrattenimento, sorti per lo più nelle zone circostanti.

## Monumenti e luoghi d'arte
- Castello;

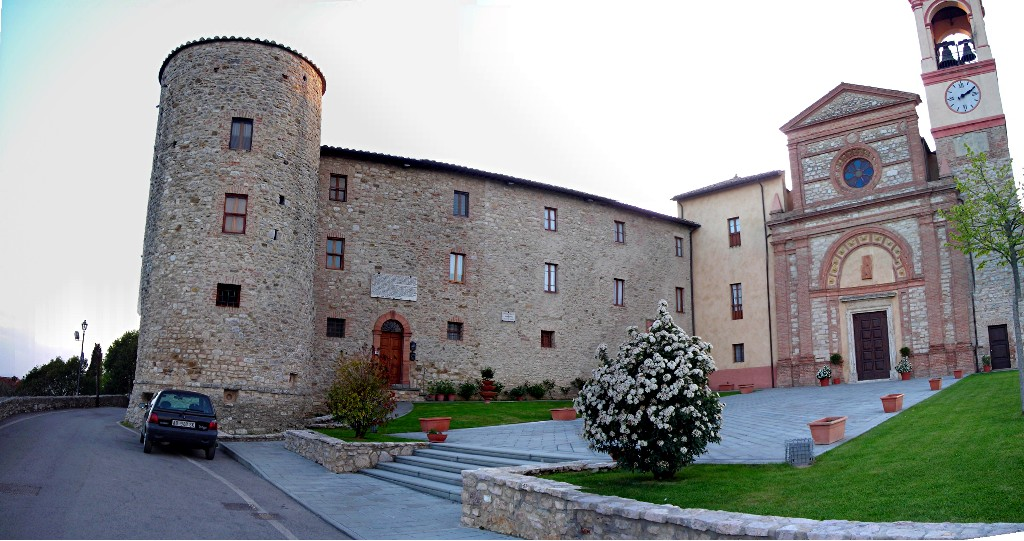
Il castello e la chiesa adiacente.

- Necropoli etrusca (I secolo a.C.).
- Chiesa di San Mariano intitolata a Maria Assunta
- Monumento ai caduti creato con pubblica sottoscrizione nel 1920: è realizzato in pietra e marmo, mentre gli ornamenti sono in ottone e bronzo

## Sport

### Impianti sportivi
- Palazzetto dello sport, pattinaggio, basket)
- Campo di calcio (torneo di calcio a 7 Città di Corciano, nel villaggio dei Tigli, tra i mesi di giugno e luglio)
- Pista di motocross
- Campo da Hockey Inline

### Associazioni sportive
- Scuola di pattinaggio artistico, su pattinaggioartisticosanmariano.it.
- ASD San Mariano affiliata alla FIGC LND Umbria (matricola n°951772)

## Infrastrutture e trasporti
San Mariano è collegata con un regolare servizio di autobus (linee F,I e G5) con il capoluogo di Perugia oltre ad altra linea extraurbana. Inoltre, a breve distanza, sorge la stazione ferroviaria di Ellera-Corciano, sulla linea Terontola-Foligno.